# عصية كالميت غيران
عُصية كالميت غيران أو عصويات كالميت وجارين كما تعرف باختصارها بي سي جي (Bacillus Calmette–Guérin BCG) وهو لقاح ضد الـسل ويستخدم كعلاج لبعض سرطانات المثانة.
سمي هذا اللقاح بهذا الاسم نسبة إلى مخترعيها ألبرت كالميت وكميل غيران.
يتم تحضير اللقاح من الذرية الموهنة (مضعفة الفوعية) لعصية السل البقري الحية (المتفطرة البقرية) التي فقدت فوعيتها في الإنسان. تسعى العُصية الحية للاستغلال الأمثل للغداء المتوفر لها، ولذلك فعندما تدخل مضيفًا بشريًا تصبح أقل تكيفا في دم الإنسان وتفقد قدرتها على إحداث مرض. ومع ذلك فالعصيّة تشبه أسلافها البرية في توفير درجة من المناعة ضد السل البشري. فعالية لقاح بي سي جي تتفاوت من 0٪ وحتى 80٪ في منع السل (الدرن) لمدة 15 عاما. ومع ذلك يظهر أن تأثير الحصانة يختلف تبعا للمنطقة الجغرافية والمعمل الذي نمت فيه الذرية.
يتواجد اللقاح في قائمة منظمة الصحة العالمية للأدوية الأساسية، وهي قائمة بأهم الأدوية المحتاجة بصورة أساسية في نظام رعاية صحية.

## الاستخدامات الطبية
يستخدم لقاح بي سي جي بصورة أساسية ضد السل (الدرن). ويمكن إعطاؤه بعد الولاد عن طريق حقنة الجلد، وهي الطريقة الموصى بها. اللقاح قادر على إحداث نتيجة إيجابية خاطئة من اختبار مانتوكس بالرغم من أن القراءة العالية غالبا ما تكون بسبب مرض نشط.
توقيت إعطاء اللقاح بالنسبة لعمر المريض وتكراره يختلف دائما من دولة لأخرى.
- قوانين منظمة الصحة العالمية: منظمة الصحة العالمية توصي بإعطاء لقاح بي سي جي لكل الأطفال المولودين في الدول التي لديها سل شديد التوطن لحمايتهم من السل الدخني والتهاب السحايا السلي.[5]
- الولايات المتحدة: لم تستخدم الولايات المتحدة التطعيم الجماعي للقاح بي سي جي، وتعتمد بدلا عنه على اكتشاف وعلاج عدوى السل الكامن.
- فرنسا: كان لقاج بي سي جي مفروضا على الأطفال المدرسة في الفترة بين 1950 و2007 م [6][7]، وعلى مقدمي الرعياة الصحية في الفترة 1947 و 2010م. ومازال التطعيم متوفرا لمقدمي الرعاية الصحية الفرنسيين والأخصائيين الاجتماعيين بناءا على حالة الفرد الشخصية.[8]
- المملكة المتحدة: قدمت المملكة المتحدة التطعيم بلقاح بي سي جي العالمي في عام 1953م. وحتى شهر يوليو 2005 لتطعيم أطفال المدارس في العمر بين 10 و 14 سنة، وجميع حديثي الولادة في المجموعات المعرضة للخطر. حيث كانت تعطى حقنة القاح مرة واحدة في حياة الفرد (حيث لا يوجد دليل يثبت فاعلية أكثر من تطعيمة لإضافة مزيد من الحماية). ويعطى أيضا لحماية الذين تعرضوا للسل من قبل. كما أن ذروة حدوث السل في مرحلة المراهقة وبداية مرحلة البلوغ، وأظهرت دراسة MRC أن فاعلية اللقاح تستمر لمدة 15 عاما كحد أقصى.[9] وقد ألغي التطعيم الروتيني بلقاح بي سي جي لأطفال المدارس في يوليو 2005م بسبب قلة الفاعلية. في عام 1953م كان يتطلب تطعيم 94 طفلا لمنع حالة واحدة من السل، بينما في عام 1988م انخفض كثيرا المعدل السنوي للمصابين بالسل بحيث يتطلب تطعيم 12000 طفل لمنع حالة واحدة من السل.[10]
- الهند وباكستان: قدمت الهند وباكستان التطعيم الجماعي بلقاح بي سي جي في عام 1948م، كأول الدول التي تقوم بذلك خارج أوروبا.[11]
- البرازيل: قدمت البرازيل تطعيم بي سي جي العالمي في عام 1967 ـ 1968م وحتى الآن. واعتمادا على النظام البرازيلي، يعطى لقاح بي سي جي للعاملين في المجال الصحي والأشخاص المخالطين لمرضى السل أو الجذام.
- النرويج: في النرويج كان الأخد بلقاح بي سي جي إلزاميا في الفترة 1947ـ1995م. وما زال متوفرا ويُنصح به للمجموعات المعرضة للخطر.[12]
- جنوب أفريقيا: في جنوب أفريقيا، يُعطى لقاح بي سي جي بشكل روتيني عند الولادة لجميع حديثي الولادة ويستثنى من لديهم أعراض الإصابة بمرض نقص المناعة المكتسبة. ويعطى بالجهة اليمنى من الكتف في الجسم.[13]
- وسط وجنوب أمريكا: معظم الدول في وسط وجنوب أمريكا لديها تطعيم شامل بلقاح بي سي جي. ففي الإكوادور لا يُعطى الطفل شهادة الميلاد دون أخد تطعيمة لقاح بي سي جي في السجل الطبي مع بقية التطعيمات الأخرى.[14]
- منغوليا: جميع حديثي الولادة يتم تطعيمهم بلقاح بي سي جي. في السابق كان يُعطى اللقاح أيضا عند عمر 8 سنوات و15 سنة لكن هذا لم يعد ممارسا الآن.[15]
- دول أخرى: في بعض الدول مثل الاتحاد السوفيتي السابق كان اللقاح يعطي بصورة منتظمة مدى الحياة. وفي كوريا الجنوبية وسنغافورة وتايوان وماليزيا يُعطى اللقاح عند الولادة ومرة أخرى في عمر 12 سنة. لكن تغيرت الأنظمة عام 2001م في ماليزيا وسنغافورة ليُعطى مرة واحدة فقط عند الولادة. كما أن كوريا الجنوبية أوقفت إعادة التطعيم في عام 2008م.

### طريقة إعطاء اللقاح

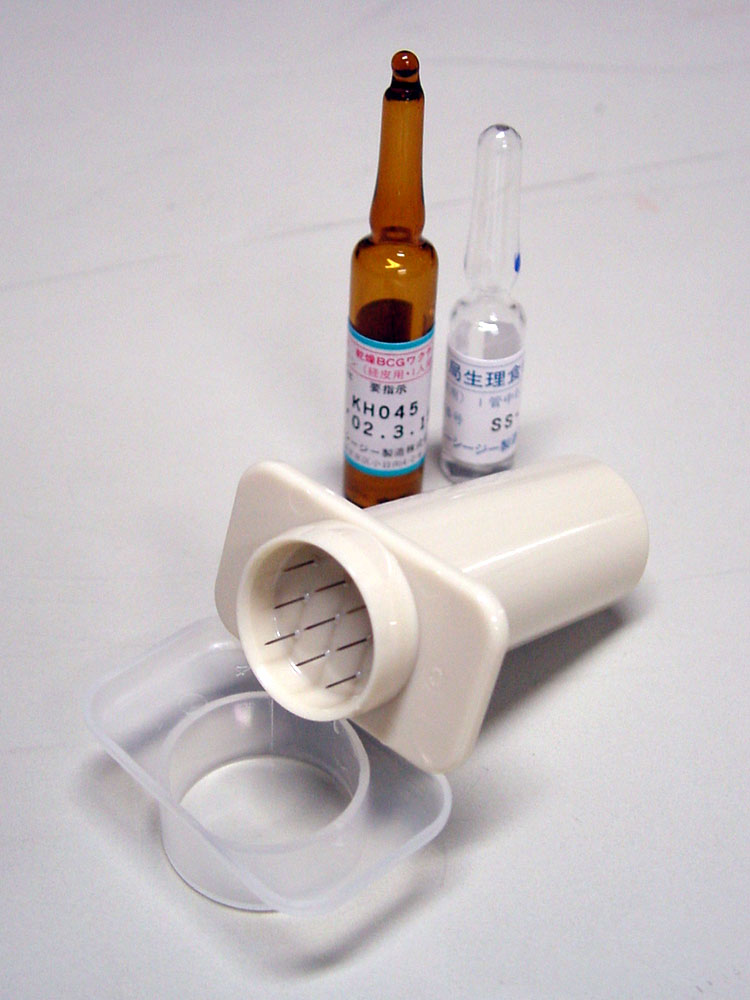
جهاز بطول (4 - 5 سم، مدعم بتسع إبر) استُخذم للقاح بي سي جي في اليابان، معروض مع أمبولة اللقاح و محلول ملحي.

يجب إجراء اختبار التوبركولين للجلد قبل إعطاء اللقاح. تفاعل اختبار التوبركولين للجلد يعتبر من موانع إعطاء اللقاح، بسبب الخطر العالي للالتهاب الموضعي الشديد وظهور الندبات وليس بسبب الاعتقاد الشائع الخاطئ بأن مفاعلات التوبركولين «مكتسب المناعة مسبقا» ولذلك لا يحتاجون للقاح. ويجب فحص الأشخاص الذين لديهم تفاعل اختبار التوبركولين لمرض الـسل النشط.
يُعطى لقاح بي سي جي حقنة واحدة في الـأدمة في مغرز الـعضلة مثلثة. في حال أُعطي اللقاح كحقن تحت الجلد، فقد يشكل الخُراج موضعي ما يعرف بـ (ورم بي سي جي) وقد يتقرح مما يحتاج للعلاج بالمضاد الحيوي عاجلا وإلا قد تنتشر العدوى مسببة الضرر الشديد لأعضاء حيوية أخرى. ومع ذلك فمن المهم التنبيه على أن وجود الخراج دليل على خطأ في إعطاء الحقنة، وتعتبر من المضاعفات الشائعة التي تحدث مع التطعيم. أجريت العديد من الدراسات عن علاج هذه الخراجات بالمضادات الحيوية وكانت نتائجها متباينة ولكنها تتفق على أنه إذا تم شفط القيح وتحليله وتبيّن عدم وجود عُصيات غير عادية فإن الخراج بشكل عام سوف يلتئم من تلقاء نفسه في غضون أسابيع.
تستخدم الندبة المميزة لتطعيم بي سي جي غالبا كدليل على المناعة المسبقة. كما يجب التفريق بين هذه الندبة وندبة تطعيمة الجدري التي تشبهها.

### استخدامات أخرى

#### المتفطرات
- الجذام: يتميز لقاح بي سي جي بخاصية الحماية ضد الجذام بنسبة 26٪-41٪ بناء على دراسات محكمة. يبلغ تأثير الحماية نسبة أعلى نوعا ما في دراسات الحالات والشواهد ودراسات الأتراب إذ تصل إلى حوالي 60٪ تقريبا[17][18] ومع ذلك لا يستخدم اللقاح بشكل خاص للتحكم بالجذام.
- قرحة بورولي: لقاح بي سي جي قد يحمي أو يؤخر حدوث قرحة بورولي.[19]

#### العلاج المناعي للسرطان

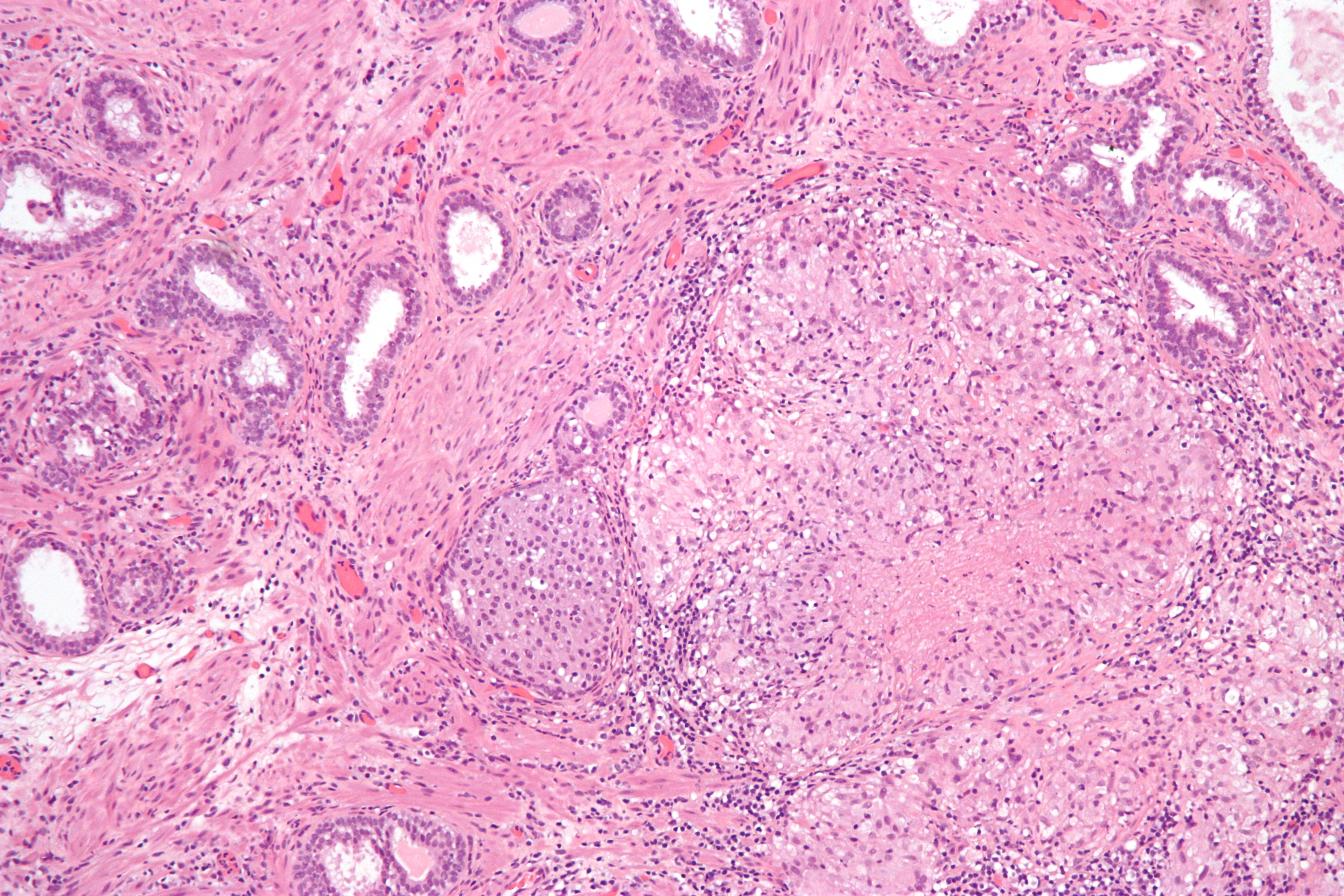
صورة مجهرية صبغة الهيماتوكسيلين والأيوزين تظهر الـالتهاب الحبيبي لنسيج عنق المثانة بسبب عُصية كالميت غيران المستخدمة لعلاج سرطان المثانة.

- عدد من لقاحات السرطان تستخدم لقاح بي سي جي كلقاح مساعد لإعطاء تحفيز مبدئي للجهاز المناعي في جسم الإنسان.
- يستخدم لقاح بي سي جي في علاج أنواع من سرطان المثانة السطحي. منذ أواخر 1970م توفرت الأدلة بأن تستيل اللقاح في المثانة نوع مؤثر من أنواع الـعلاج مناعي لهذا المرض.[20] لم تتضح الآلية بعد لكن يظهر أن التفاعل المناعي الموضعي ينصب على الورم. العلاج المناعي مع لقاح بي سي جي يمنع نكسة حالات سرطان المثانة السطحي بنسبة تصل إلى 67٪.
- سرطان القولون[21]
- سرطان الرئة[22][21][22][21][22][21]
- ورم ميلانيني[23][22][23][22][23][22]
- MPNST [24]
- الساركويد الخيلي (في الخيول)

#### الشكري النمط الأول
- سكري النمط الأول: استخدمت الدراسات الطبية المبنية على عمل Denise Faustman لقاح بي سي جي لتحفيز إنتاج عامل نخر الورم ألفا، والذي يستطيع قتل الخلايا التائية المسؤولة عن السكري النمط الأول. في المرحلة الأولى من الدراسة (مزدوجة التعمية، المراقبة بغُفّال) أعطيت جرعتان من اللقاح لثلاث من مرضى السكري النمط الأول المزمن من البالغين ونتج عنه التخلص من خلايا البنكرياس الضارة وتحفيز الخلايا التائية المُنظِّمة وارتفاع مؤقت في إفراز الإنسولين.[25]

### النجاعة
أكثر الجوانب تضاربًا في لقاح بي سي جي هي تباين أثره بين مختلف الدراسات الطبية والتي يظهر أنها تعتمد على الجغرافيا. إذ أن الدراسات التي أجريت في المملكة المتحدة أظهرت تأثير اللقاح في الحماية بنسبة 60٪ ـ 80٪، ولكن الدراسات التي أجريت في أماكن أخرى أظهرت عدم وجود أثر له في الحماية. ويظهر أن التأثير يقل كلما اقترب المرء إلى خط الاستواء.
وجدت دراسة منهجية في عام 1994 أن لقاح بي سي جي يقلل خطر السل بنسبة 50٪ مع وجود الاختلاف في تأثير اللقاح تبعا للمنطقة الجغرافية نظرا لعوامل مثل الاختلاف الجيني في السكان والتغييرات في البيئة والتعرض لالتهابات بكتيرية أخرى وحالات أخرى في المعمل الذي ينمو فيه اللقاح بما فيها الاختلافات الجينية للذرية المستنبتة ووسط النمو.
أجريت دراستان: دراسة منهجية، وأخرى تحليلية عليا عام 2014 لتثبت أن لقاح بي سي جي قلل العدوى بنسبة 19٪ ـ 27٪ وقلل تطورها إلى سل نشط بنسبة 71٪. الدراسات المضمنة في هذه الدراسة محدودة بالتي استخدمت Interferon gamma release assay.
مدة حماية لقاح بي سي جي ليست معروفة بشكل واضح، إذ أن الدراسات التي أكّدت دوره الإيجابي لا تتفق في مدة الحماية. دراسة MRC أظهرت نسبة حماية 59٪ بعد 15 عام، و 0٪ بعد 20عام. وفي دراسة أجريت على الأمريكيين الأصليين تم تطعيمهم في 1930م وجدت أنه وبعد 60 عام من التطعيم أثر للحماية مع انحسار طفيف في الفعالية.
يبدو أن تأثير لقاح بي سي جي الأكبر في منع السل الدخني أو التهاب السحايا السلي. لذا ما زال يستخدم بكثرة حتى في الدول التي يظهر تأثيره ضد السل الرئوي منعدمًا.

## الآثار الضارة
التطعيم بلقاح بي سي جي يسبب بعض الألم والندبات في مكان الحقن. من أهم المضاعفات هو الجدرة - الندبات الكبيرة البارزة في الجلد. الحقن في مكان العضلة الدالية من أكثر الأماكن في الجسم لقلة معدل المضاعفات. أيضا يمكن استخدام الألية كمكان بديل لحقن اللقاح لنتائج تجميلية أكثر.
يجب إعطاء لقاح بي سي جي حقنة داخل الأدمة، ولو أعطي تحت الجلد فقد يسبب عدوى موضعية تنتشر للعقد اللمفية الناحيّة مسببة التهاب العقد المفية القيحي وغير القيحي. ويكتفى بالعلاج التحفظي لالتهاب العقد المفية غير القيحي. أما عند وجود القيح، فقد يحتاج شفط بالإبرة. وللحالات التي لا يبرأ فيها فيُلجئ حينئذ للاستئصال الجراحي وليس فتح القيح. ومن غير المألوف أن يكون خراج الثدي أو الألية بسبب دموي المنشأ أو من الوعاء اللمفي. عدوى العظام الناحية (التهاب العظم والنقي أو التهاب العظم من لقاح بي سي جي) وعدوى لقاح بي سي جي المنتشرة تعتير من المضاعفات النادرة للتطعيم ولكنها مهددة للحياة. وقد يساعد علاج مضاد السل في المضاعفات الشديدة.

## التحضير
يتم تحضير الذرية الموهنة من عصية السل البقري، حيث تزرع ثانويا المتفطرة البقرية في مُستنبت وغالبا ما يكون وسط مدلبروك 7H9.

## البحث
وجد بحث حديث أجرته كلية لندن الإمبراطورية بروتينات جديدة للجدار الخلوي تثير استجابة مناعية واستخدامها مناسب كلقاح طويل الأمد ضد متفطرة السل. أظهرت الدراسة عدد قليل من هذه البروتينات ومنها الذي سُمّي بـ EspC والذي يتسبب في ردة فعل مناعية قوية وهي خاصة بمتفطرة السل.
البراهين الأولية تشير إلى أثر غير محدد للقاح بي سي جي في تقليل الوفيات في الدول ذات الدخل المنخفض، أو في تقليله مشاكل صحية أخرى بما في ذلك إنتان الدم والتهابات الجهاز التنفسي عند إعطائه في وقت مبكر مع أن الفاعلية الأكثر تزداد كلما استخدم في وقت أبكر.